# Georg Dascher

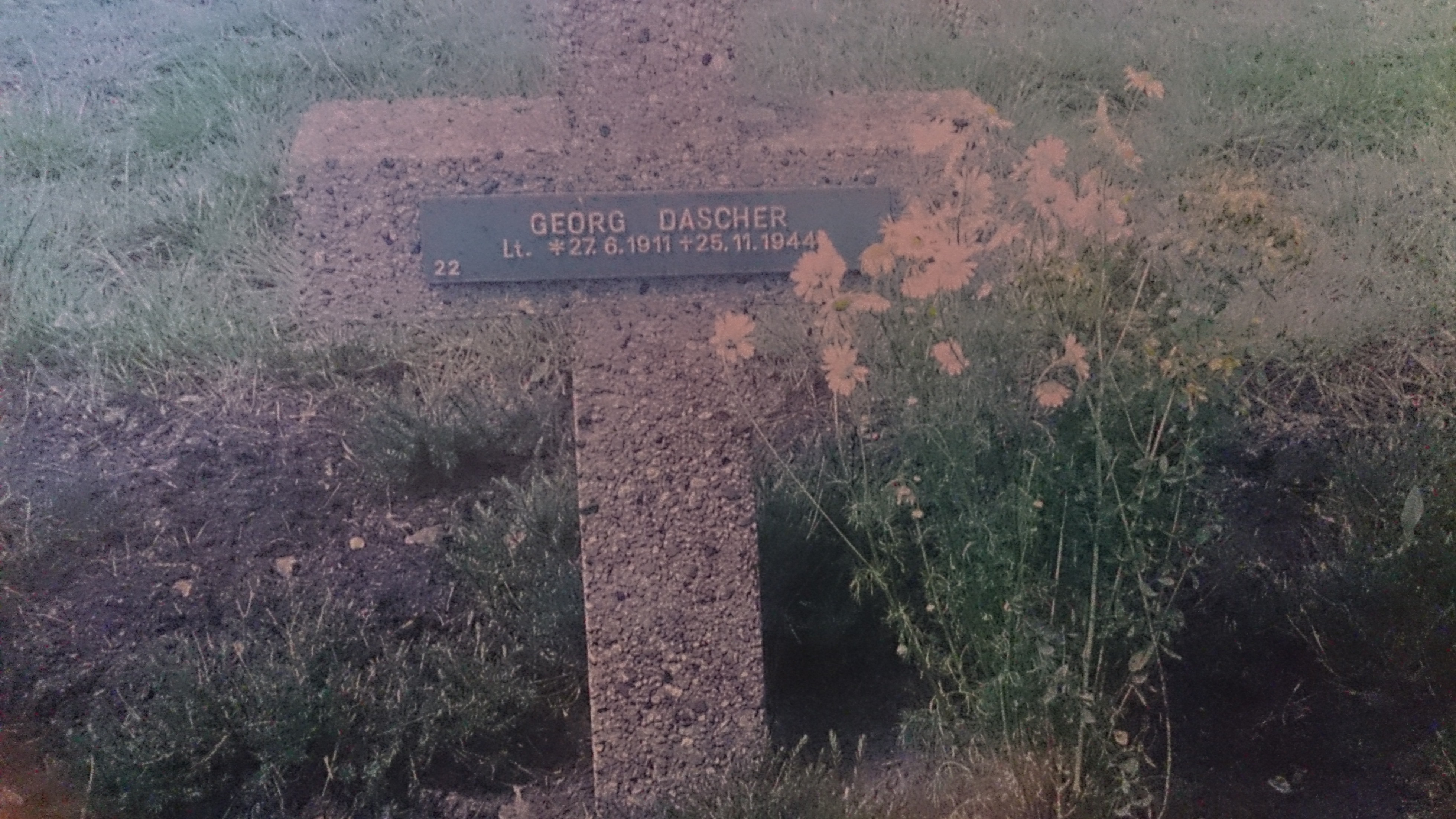
Das Grab von Georg Dascher in Lommel

Georg Dascher (* 27. Juni 1911 in Groß-Zimmern; † 25. November 1944) war ein deutscher Handballspieler.
Georg Dascher spielte beim Polizei SV Darmstadt und wurde mit diesem 1934 Deutscher Meister im Feldhandball. Er bestritt während seiner sportlichen Laufbahn sechs Länderspiele. Als Mitglied der deutschen Handballnationalmannschaft wurde er 1936 bei den Olympischen Sommerspielen in Berlin Olympiasieger.
Während des Zweiten Weltkriegs diente er als Leutnant in der Wehrmacht und fiel 1944 an der Westfront. Er liegt auf der Kriegsgräberstätte in Lommel begraben.